# 걸프 호랑이
걸프 호랑이(Gulf Tiger) 또는 아랍 걸프 호랑이(Arab Gulf Tiger)는 두바이가 경제적으로 급성장을 하자, 두바이를 상징적으로 부르는 말이다.

## 같이 보기
- 아시아의 네 마리 용
- 아시아의 다섯 마리 호랑이
- 켈트의 호랑이
- 타트라 호랑이
- 발트의 호랑이
- 호랑이 경제